# Býkov-Láryšov
Býkov-Láryšov é uma comuna checa localizada na região de Morávia-Silésia, distrito de Bruntál‎.